# Alegeri în Portugalia
Articolul Alegeri în Portugalia transmite informații despre alegeri și rezultatul alegerilor în Portugalia.
Aici sunt enumerate numai alegerile democrate începând de la „Revoluția Garoafelor” din 1974, totuși, în timpul perioadei ce cuprinde „Monarhia Constituțională” și „Prima Republică” de asemeni au fost alegeri, dar doar pentru oamenii care știau să citească. În timpul regimului dictatorial care a existat din 1926 până în 1974, au fost susținute doar alegerile prin vot.
Portughezii aleg la nivel național președintele, Parlamentul și Adunarea Republicii. Președintele este ales pentru un termen de 5 ani de către popor în timp ce membrii Parlamentului, în număr de 230, sunt aleși pentru o perioadă de 4 ani de către reprezentanții alegătorilor din districte. De asemeni, la nivel național, sunt alesi 24 de membri ai Parlamentului European.
Regiunile autonome Azore și Madeira își aleg propriul guvern regional pentru un termen de 4 ani, deobicei în aceeași zi. Primele alegeri regionale au fost susținute în 1976.
În cadrul alegerilor locale, 308 Camere Municipale și Adunări Comunale, și peste 4000 de adunări parohiale sunt alese pentru un termen de 4 ani, în alegeri separate, care de obicei se întâmplă în aceeași zi.